# Cruzeiro (São Tomé)
Cruzeiro ist ein südlicher Vorort der Stadt Trindade im Distrikt Mé-Zóchi auf der Insel São Tomé im Inselstaat São Tomé und Príncipe. 2012 wurden 1716 Einwohner gezählt.

## Geographie
Der Ort liegt auf einer Höhe von ca. 300 m südlich von Trindade. Es gibt Verbindungsstraßen nach Santa Fé im Westen und Pau-Sabão im Osten.

## Persönlichkeiten
- Francisco Fortunato Pires, Mitglied der National Assembly 1994 bis 2002.